# Jos Namur
Joseph Pierre François Namur (Aussprache: Namür) (* 15. Januar 1823 in Echternach; † 24. Februar 1892 ebenda) war ein luxemburgischer Liebig-Schüler, Apotheker und Gymnasialprofessor.

## Leben
Jos Namur studierte im Sommersemester 1845 und im Wintersemester 1845/46 bei Justus Liebig in Gießen. Er ist neben Karl Stammer einer der beiden Luxemburger Liebig-Schüler.
Eigentlich sollte Namur, der im Juni 1846 zur Ausübung der Apothekerkunst in Luxemburg ermächtigt wurde, von nun an in der väterlichen Apotheke in Echternach sein Brot verdienen. Der Beruf scheint ihm jedoch nicht so richtig zugesagt zu haben, sodass er 1848 einen Posten im Echternacher Progymnasium übernahm. Er unterrichtete später zusätzlich an der Echternacher Ackerbauschule.
Neben der Lehrtätigkeit war Namur auf vielen anderen Gebieten aktiv. So war er Schulinspektor (1858–1881), Mitglied des Echternacher Stadtrats (1870–1875), Mitglied des Verwaltungsrats der Prinz-Heinrich-Bahn (ab 1872/73). Er war auch Mitglied der historischen Sektion des Großherzoglichen Instituts. Im Jahre 1886 entwickelte er ein Verfahren zur Bekämpfung der Reblaus, das er zum Patent anmeldete. Vor allem aber veröffentlichte er eine Reihe von wissenschaftlichen Artikeln, insbesondere auf dem Gebiete der Chemie und der Geologie.

## Veröffentlichungen (Auswahl)
- Analyse chimique de plusieurs sources de la ville d'Echternach et de ses environs. Programme du Progymnase d'Echternach 1852-1853: 1-20.
- Les produits minéraux des contrées de la Sûre inférieure. Programme de l'Ecole moyenne et industrielle r. g.-d. d'Echternach, 1861-1862: 1-13.
- Carrières de la Sûre inférieure concédées à M. Guyot. Rapport de Mr. J. Namur. (Septembre 1865). Bruxelles 1865, Impr. E. Guyot, 17 S.
- Le chemin de fer de la Sûre ou La ligne des carrières. Luxembourg 1869, V. Buck, 27 S.
- Ein Blick in die geologischen und mineralogischen Verhältnisse des Mosel- und Sauerbeckens nebst chemischer Analyse der Gypse. Programme du Progymnase r. g.-d. d'Echternach, 1883-1884: 1-25.
- Analyse chimique des gypses ou plâtres du Grand-Duché de Luxembourg. Luxembourg 1885, P. Bruck, 30 S.
- Zur Cultur der Weinberge an der Mosel. Annalen des Acker- und Gartenbau-Vereins des Großherzogthums Luxemburg, 36 (1887): 250-251, 260-261, 275-276, 283-285, 290-291, 317-318, 341-342, 349-351.